# Koronacja (powieść)
Koronacja – powieść detektywistyczna autorstwa Borisa Akunina. Ósma część serii o Eraście Fandorinie.

## Fabuła
Jest rok 1896. Trwają przygotowania do koronacji cara Mikołaja II. Zakłóca je znany przestępca, doktor Lind, porywając syna jednego z carskich stryjów. Za jego uwolnienie żąda brylantu zwanego „Orłowem”. Pechowo dla zbrodniarza Erast Piotrowicz od dawna jest na jego tropie.